# 柯克伍德群島
柯克伍德群島（英語：Kirkwood Islands），是南極洲的群島，位於葛拉漢地西岸的法利埃海岸，處於瑪格麗特灣中部，在1949年由英國研究隊命名，現時由南極條約體系管理。